# Čađavac (distrikt Brčko)
Čađavac je naselje u Brčko distriktu, u Bosni i Hercegovini. Graniči sa naseljenim mjestima Omerbegovača, Potočari i grad Brčko. Nalazi se 3 km od Brčkog.

## Povijest
Početkom rata 1992. godine veći dio stanovništva je izbjegao i sklonio se pretežno u sela Boće, Boderište, Gornji Zovik i Štrepce, a tek nekoliko civila je ostalo u selu misleći da ih nitko neće dirati. U srpnju 1992. godine srpska vojska ulazi u selo te zarobljava troje, većinom starih civila, pljačka njihovu imovinu a potom ih na najsvirepiji način ubija i baca u zajedničku grobnicu blizu kapelu u Čađavcu. Jedan civil (B.J.) odlazi u Potočare s nadom da će ga njegov prijatelj skloniti, međutim taj isti prijatelj ga predaje srpskoj vojsci, da bi ga na kraju ubili u logoru Luka u Brčkom. 
Tijekom rata, selo je opljačkano, svaka kuća je porušena. Prestankom ratnih sukoba i potpisivanjem mira u BiH 1996. godine, počeo je i prvi povratak u Čađavac. Vratila se jedna peteročlana obitelj te su živjeli u još neobnovljenoj kući i bez struje. Međutim, nesreća po mještane ovog sela nije prestala. Nedugo potom iz Potočara dolaze Srbi, kojima se nije svidjela ideja o povratku Hrvata u ovo mjesto te na glavnu cestu, odakle su prolazili ovi povratnici, postavljaju nagazne mine. Prilikom prolaska na mine su nagazile dvije žene od kojih je jedna smrtno stradala a druga ostala bez noge do koljena. Nakon toga desilo se još nekoliko tragičnih slučajeva. Prilikom obnove porušene kuće, 27.11.1997. još jedan povratnik je nagazio na minu u svom dvorištu, koje su isto podmetnuli srbi iz Potočara. Dogodila su se još dva ista slučaja poslije. 
Sve ove nedaće nisu uspjele odagnati želju za povratkom, tako da se ponovni povratak raseljenih mještana opet bilježi uspostavom Brčko distrikta BiH 2000. godine. Već 2003. godine veći dio kuća u selu je obnovljen i vratilo se oko polovice stanovništva Čađavca.
Danas je to lijepo selo, s izgrađenom infrastrukturom, napravljenom kapelom Sv. Josipu, zaštitniku sela. Svake godine 1. svibnja na blagdan Sv. Josipa radnika, održava se blagoslov polja i sveta misa te mnogi iz drugih mjesta dolaze za ovu prigodu.

## Stanovništvo
Nacionalni sastav stanovništva 1991. godine, bio je sljedeći:
ukupno: 74
- Hrvati – 60
- Jugoslaveni – 6
- ostali, neopredijeljeni i nepoznato – 8